# KwaZulu Natal Society of Arts
Die KwaZulu Natal Society of Arts (KZNSA), gegründet 1902, ist ein Kulturzentrum und eine der ersten Kunstgalerien in Durban Südafrika.

## Geschichte
Die KwaZulu Natal Society of Arts wurde 1902 in Glenwood, Durban, gegründet und ist eine gemeinnützige Organisation verbunden mit einem umfangreichen Netzwerk nationaler Institutionen mit 18A-Status. Ursprünglich als Gelegenheit für Ausstellungen nationaler Künstler gegründet, erlebte es grundsätzliche Veränderungen seit ihrer Entstehung durch den Bau im Jahre 1996 eines neuen Gebäudes der Australischen Architekten Walters und Cohen. Kernstück der Organisation sind Ausstellungen nationaler und internationaler Künstler mit einer Vorliebe für Künstler der Provinz, sowie öffentliche Bildungsprogramme, Konzerte, Seminare und Fachtagungen zur Förderung des kulturellen Austausches.

### Ausstellungen
Die KZNSA Gallery zeigte in ihren drei Galerien Ausstellungen von Künstlern wie Thando Mama (2005), Markus Wörsdörfer (2018), William Kentridge, Theater Gates, Cameron Platter, Jeremy Wafer, Mbongeni Buthelezi, Tom Cullberg, Penny Siopis, Callan Grecia, Derrick Nxumalo, und junger Künstler wie Modedesigner Gumede im Jahr 2023. Die Galerie nimmt an der hiesigen Go Durban Durbans Connect03 teil.

### Filmfestivals
KwaZulu Natal Society of Arts ist Mitveranstalter mehrere Filmfestivals, darunter das Diff Short Films Festival (2018) und das zweite Internationale Filmfestival von Durban 2023. 2024 zeigten sie die Ausstellung „Reflections of Apollo“ des KunstKollektivs Apollo Queer Art mit Werken von Franco Zucchella, Quinton Lehnert, Daniel Garbade, Peter Garrard, Michael Biello, José Gomez und Raúl Moya-Mula sowie die Ausstellung der Rust- en-Vrede Gallery: Portraits Award 2024 mit mehr als 40 Werken Südafrikanischer Maler.

### Konzerte
Als Förderer Südafrikanischer Kulturen und Identität organisiert die Organisation Musikdarbietungen. So zeigte sie Live-Konzerten unter anderem mit Musiker wie Madala Kunene, Raheem Kemet, Lungelo Manzi, Zoe The Seed, Kerolin Govender und Zawadi Yamung.

## Gebäude
Das auf einem trapezförmigen Grundstück zwischen zwei Straßen und einer Villa aus der Edwardischen Epoche errichtete Gebäude ist das Ergebnis eines öffentlichen Wettbewerbs und wurde 1996 von den Architekten Cindy Walters und Micháel Cohen erbaut. Errichtet auf einer Fläche von über 1000 m², ist es von der Hauptvilla zurückgesetzt und blickt auf einen Zwischengarten mit Sitzgelegenheiten unter freiem Himmel inmitten einheimischer Akazien. Eine Treppe verbindet die beiden Straßen und ermöglicht den Zugang zu allen Galerien durch das Zwischengeschoss. Außerdem gibt es einen Laden für handgefertigte Waren und Kunstartikel aus der Region und anderen afrikanischen Ländern.